# Ернст Ленер
Ернст Ленер (нім. Ernst Lehner, 7 листопада 1912, Аугсбург — 10 січня 1986, Ашаффенбург) — німецький футболіст, що грав на позиції півзахисника, зокрема, за клуби «Швабен» (Аугсбург) та «Блау-Вайс 1890», а також національну збірну Німеччини. По завершенні ігрової кар'єри — тренер.

## Клубна кар'єра
У футболі дебютував 1929 року виступами за команду «Швабен» (Аугсбург), в якій провів одинадцять сезонів. 
Своєю грою за цю команду привернув увагу представників тренерського штабу клубу «Блау-Вайс 1890», до складу якого приєднався 1940 року. Відіграв за клуб з Берліна наступні три сезони своєї ігрової кар'єри.
1943 року повернувся до клубу «Швабен» (Аугсбург). Цього разу провів у складі його команди чотири сезони. 
1947 року перейшов до клубу «Вікторія» (Ашаффенбург), за який відіграв 4 сезони.  Завершив професійну кар'єру футболіста у 1951 році.

## Виступи за збірну
1933 року дебютував в офіційних матчах у складі національної збірної Німеччини. Протягом кар'єри у національній команді, яка тривала 10 років, провів у її формі 65 матчів, забивши 31 гол.
У складі збірної був учасником двох мундіалей:
чемпіонату світу 1934 року в Італії, де зіграв з Бельгією (5-2), зі Швецією (2-1), з Чехословаччиною (1-3) і в переможному матчі за третє місце з Австрією (3-2).
чемпіонату світу 1938 року у Франції, на якому команда здобула бронзові нагороди, де зіграв в першому матчі проти Швейцарії (1-1) і в переграванні (2-4).
Учасник футбольного турніру на Олімпійських іграх 1936 року у Берліні.

## Кар'єра тренера
Розпочав тренерську кар'єру, повернувшись до футболу після тривалої перерви, 1961 року, очоливши тренерський штаб клубу «Дармштадт 98». Досвід тренерської роботи обмежився цим клубом.
Помер 10 січня 1986 року на 74-му році життя у місті Ашаффенбург.

## Титули і досягнення
- Бронзовий призер чемпіонату світу: 1934